# Халтурины
Халтурины — деревня в Орловском районе Кировской области. Входит в состав Орловского сельского поселения.

## География
Расположена на расстоянии примерно 5 км по прямой на запад от райцентра города Орлова.

## История
Известна с 1678 года как починок Савинской, в 1710 году с 1 двором, в 1763 25 жителей, в 1802 7 дворов. В 1873 году здесь (Савинской или Халтурины) дворов 13 и жителей 73, в 1905 (деревня Сивинская или Халтурины) 22 и 112, в 1926 (Халтурины или Савинский) 22 и 109, в 1989 6 жителей. С 2006 по 2011 год входила в состав Подгороднего сельского поселения.

## Население
Постоянное население составляло 2 человека (русские 100%) в 2002 году, 1 в 2010.